# 吉村玲美
吉村 玲美（よしむら れいみ、2000年4月22日 - ）は、日本の陸上競技選手。障害走、長距離走。第103回日本陸上競技選手権大会3000メートル障害優勝、2019年世界陸上競技選手権大会日本代表。

## 経歴
茅ヶ崎市立浜須賀中学校ではバスケットボール部に所属していたが、校内の持久走大会で優勝したことで走る楽しさを知った。陸上経験者の父親に競技転向の意思を伝えたところ、「やるなら強いところで」と背中を押され、陸上の強豪校に進む決意をした。
2016年白鵬女子高等学校（神奈川県横浜市）に入学後、本格的に陸上競技を始める。2019年大東文化大学スポーツ・健康科学部スポーツ科学科（埼玉県東松山市）に進学し、陸上競技部に所属。
高校2年では山形インターハイの1500m、3000mで決勝進出を果たした。また全国高校駅伝女子にも出場した。正月の全国女子駅伝で前年の日本選手権3000ｍ障害優勝者の森智香子（長崎県）と同タイムで区間賞を獲得した。さらに高校3年では三重インターハイの1500ｍ、3000ｍで入賞した。しかし2度目の全国高校駅伝女子でも入賞はできなかった。
大学1年では第103回日本選手権3000ｍ障害で前年優勝者の石澤ゆかり（エディオン）らを抑え優勝し、優勝タイム9分50秒44はU20日本新記録だった。その後日本インカレでも優勝し、世界陸上選手権（ドーハ）日本代表に選出され、予選2組に出場したが13着で決勝進出はならなかった。
駅伝シーズンに入り、全日本大学女子（杜の都）駅伝は1区5位、大学女子選抜（富士山女子）駅伝は2区3位と好走するもののチームは準優勝に終わり悲願の全国制覇は果たせなった。年明けの全国女子駅伝 でも5区3位だったがチームは入賞を逃した。
大学2年での大目標は東京オリンピック出場、さらに前年果たせなかった大学女子駅伝（全日本大学女子駅伝、大学女子選抜駅伝）初制覇である。高校の卒業式を欠席して地元開催のハーフマラソンで優勝するというエピソードを持つ。先輩の鈴木優花と大東文化大学のダブルエースとして駅伝での活躍が期待されたが、杜の都、富士山ではチーム2位に終わる。2021年、東京オリンピックを目指したが、日本選手権で愛媛銀行の山中に敗れ、ランキングで惜しくもオリンピック出場は出来なかった。しかしながら、9月19日の日本インカレで9分41秒43の日本歴代2位のタイムを叩き出し、翌年の世界陸上出場に近づいた。レース後のインタビューで、今までの練習に筋トレなどをプラスして肉体改造の結果、また17日の10000mで優勝したチームキャプテン・鈴木優花選手の凄い走りを見せられ、同じ練習してきた自分にも出来ると自信が付いた、と語った。さらに次は駅伝シーズンで鈴木優花とダブルエースとして名城やライバルチームに挑んで行きたいと決意を語った。　
2023年卒業後、アメリカを拠点にプロランナーとして活動することを表明。

## 主な記録
| 年     | 大会                           | 種目    | 順位        | 備考          |
| ------ | ------------------------------ | ------- | ----------- | ------------- |
| 2017年 | 山形インターハイ2017           | 1500m   | 14位        |               |
|        | 山形インターハイ2017           | 3000m   | 12位        |               |
|        | 全国高校駅伝女子               | 1区     | 区間12位    | 白鵬女子20位  |
| 2018年 | 全国女子駅伝                   | 5区     | 区間賞      | 神奈川県6位   |
|        | 三重インターハイ2018           | 1500m   | 6位         |               |
|        | 三重インターハイ2018           | 3000m   | 7位         |               |
|        | 全国高校駅伝女子               | 1区     | 区間11位    | 白鵬女子22位  |
| 2019年 | 第103回日本選手権（福岡）      | 3000mSC | 優勝        |               |
|        | 日本インカレ                   | 3000mSC | 優勝        |               |
|        | 第17回世界選手権・ドーハ大会   | 3000mSC | 予選2組13着 |               |
|        | 全日本大学女子駅伝             | 1区     | 区間5位     | 大東文化大2位 |
|        | 大学女子選抜（富士山女子）駅伝 | 2区     | 区間3位     | 大東文化大2位 |
| 2020年 | 全国女子駅伝                   | 5区     | 区間3位     | 神奈川県13位  |
|        | 全日本大学女子駅伝             | 1区     | 区間4位     | 大東文化大2位 |
|        | 第104回日本選手権（大阪）      | 3000mSC | 2位         |               |
|        | 大学女子選抜（富士山女子）駅伝 | 2区     | 区間3位     | 大東文化大2位 |